# Convention de tous les Basotho
La Convention de tous les Basotho (en anglais All Basotho Convention, abrégé en ABC), est un parti politique du Lesotho. Il est créé en octobre 2006 et dirigé par Tom Thabane, ancien ministre du gouvernement de Pakalitha Mosisili sous l'étiquette du Congrès du Lesotho pour la démocratie.

## Historique
Dix-huit membres du parlement rejoignent ce nouveau parti d'opposition le 13 octobre 2006, T. Thabane, le fondateur, seize autres membres du LCD et un député indépendant, Lehlohonolo Tšehlana, qui avait été exclu du LCD.
Le parti devient ainsi le troisième plus grand parti du pays à l'Assemblée nationale. Le parti au pouvoir détient encore 61 des 120 sièges mais les dirigeants de l'ABC émettent le souhait que d'autres députés du LCD les rejoignent afin que l'opposition devienne la majorité. À la fin du mois de novembre, le parlement est dissous et une élection anticipée est organisé pour février 2007.
L'ABC conteste le résultat des élections générales du 17 février 2007. Il était prévu qu'il gagnerait la majorité des circonscriptions urbaines mais le parti remporte 17 sièges sur 80, loin derrière les 61 sièges remportés par le LCD.
Aux élections législatives lésothiennes de 2017, l'ABC devient le parti détenant le plus grand nombre de sièges (48 sur 120) et, avec ses alliés, est en mesure de former une majorité. Le dirigeant du parti, Tom Thabane, prête serment en tant que Premier ministre le 16 juin 2017. Accusé du meurtre de son épouse, Thomas Thabane a ensuite été lâché par l'ABC.